# 31 юли
31 юли е 212-ият ден в годината според григорианския календар (213-и през високосна). Остават 153 дни до края на годината.

## Събития
- 431 г. – Провежда се избора на папа Сикст III.
- 904 г. – Арабски пирати завладяват втория по значение град на Византийската империя Солун.
- 1009 г. – Папа Сергий IV става 142-ри папа.
- 1498 г. – По време на третата експедиция, до Западното полукълбо, Христофор Колумб става първият европеец, който открива остров Тринидад.
- 1547 г. – Анри II става крал на Франция.
- 1741 г. – Императорът на Свещената Римска империя Карл VII нахлува с войска в Горна Австрия и Бохемия.
- 1790 г. – Издаден е първият американски патент – за производство на калиев карбонат.
- 1825 г. – Ханс Кристиан Оерстед открива алуминия.
- 1877 г. – Руско-турска война (1877 – 1878): В Битката при Стара Загора войските на Сюлейман паша превземат и опожаряват Стара Загора.
- 1891 г. – Състои се първа аудиенция на Стефан Стамболов при султан Абдул Хамид II.
- 1893 г. – Проведени са избори за VII народно събрание, спечелени от Народнолибералната партия на Стефан Стамболов.
- 1919 г. – В Германия е приета Ваймарската конституция, според която страната става република и Райхстага се премества във Ваймар.
- 1932 г. – Нацистката партия печели повече от 38% от гласовете на парламентарните избори в Германия.
- 1936 г. – МОК решава следващите летни олимпийски игри да се проведат през 1940 г. в Токио, което не случва поради войните.
- 1938 г. – Царство България, Гърция, Турция, Югославия и Румъния подписват пакт за неагресия.
- 1941 г. – Холокост: По заповед на Адолф Хитлер, нацисткия райхсмаршал Херман Гьоринг издава писмена директива на генерала от СС Райнхард Хайдрих за изготвянето на „общ план за административните материали и финансовите разходи, необходими за желаното окончателно решение на Еврейския въпрос.“
- 1954 г. – Италианска експедиция, водена от Ардито Десио покорява за първи път връх К2 в Хималаите.
- 1961 г. – Създава се външнозастрахователно дружество „Булстрад“ – първото акционерно дружество в България.
- 1964 г. – Програма Рейнджър: Американската лунна сонда Рейнджър 7 предава първите близки снимки на Луната, които са 1000 пъти по-ясни от тези на земните телескопи.
- 1969 г. – С посещението на папа Павел VI в Уганда е осъществена първата папска визита в Африка.
- 1971 г. – Програма Аполо: Астронавтите от Аполо 15 за пръв път използват ръчно управляемо превозно средство, наречено Лунар Роувър, за придвижване по повърхността на Луната.
- 1973 г. – Самолетът при полет 723 на „Делта Еър Лайнс“ се разбива при заход за кацане на международното летище „Логан Бостън“, Бостън и убива всички 89 души на борда.
- 1979 г. – Министерският съвет на Народна република България излиза с разпореждане за организирането и провеждането на международната детска асамблея „Знаме на мира“ в София и за изграждане на монумента „Знаме на мира“.
- 1991 г. – Президентите на САЩ и СССР Джордж Буш и Михаил Горбачов подписват договора СТАРТ за съкращаване на ядрените арсенали.
- 1992 г. – Самолетът при полет 311 на „Тай Еъруейс Интернешънъл“ се разбива в планина северно от Катманду, Непал и убива всички 113 души на борда.
- 1997 г. – Приет е настоящият герб на България, изработен по проект на Николай Гогов и Георги Чапкънов, в който има 3 лъва и 4 корони.
- 2006 г. – Фидел Кастро обявява, че предава временно властта в Куба на брат си Раул Кастро по здравословни причини.

## Родени
- 1527 г. – Максимилиан II, император на Свещената Римска империя († 1576 г.)
- 1640 г. – Михал Корибут, крал на Полша и велик княз на Литва († 1673 г.)
- 1800 г. – Фридрих Вьолер, немски химик († 1882 г.)
- 1802 г. – Игнатий Домейко, полски геолог († 1889 г.)
- 1816 г. – Мария-Тереза Австрийска, кралица на Двете Сицилии († 1867 г.)
- 1818 г. – Хайнрих Киперт, немски географ († 1899 г.)
- 1835 г. – Пол Белони дьо Шайо, френски пътешественик-изследовател († 1903 г.)
- 1843 г. – Петер Розегер, австрийски писател († 1918 г.)
- 1858 г. – Никола Селвили, български юрист († 1908 г.)
- 1864 г. – Луйо Адамович, хърватски ботаник († 1935 г.)
- 1875 г. – Жеко Радев, български географ († 1934 г.)
- 1889 г. – Франс Мазарел, белгийски художник († 1972 г.)
- 1891 г. – Иван Кавалджиев, български народен музикант († 1959 г.)
- 1898 г. – Олга Андровска, руска артистка († 1975 г.)
- 1901 г. – Жан Дюбюфе, френски художник и скулптор († 1985 г.)
- 1906 г. – Веселин Стайков, български художник († 1970 г.)
- 1912 г. – Милтън Фридман, американски икономист, Нобелов лауреат през 1976 г. († 2006 г.)
- 1914 г. – Камен Калчев, български писател и общественик († 1988 г.)
- 1914 г. – Луи дьо Фюнес, френски актьор и комик († 1983 г.)
- 1915 г. – Хърбърт Аптекър, американски историк († 2003 г.)
- 1918 г. – Ханк Джоунс, американски джаз пианист и композитор († 2010 г.)
- 1919 г. – Примо Леви, италиански писател и химик († 1987 г.)
- 1924 г. – Петър Петров, български историк († 2024 г.)
- 1926 г. – Хилари Пътнам, американски философ († 2016 г.)
- 1927 г. – Константин Григориев, български режисьор и сценарист († 2020 г.)
- 1931 г. – Ник Болетиери, американски треньор по тенис († 2022 г.)
- 1932 г. – Джон Сърл, американски философ
- 1933 г. – Сеес Нотебоом, нидерландски писател
- 1938 г. – Веселина Геринска, български режисьор
- 1939 г. – Акис Цохадзопулос, гръцки политик († 2021 г.)
- 1939 г. – Сюзън Фланъри, американска актриса
- 1940 г. – Иван Ничев, български режисьор
- 1944 г. – Джералдин Чаплин, американска актриса
- 1944 г. – Робърт Мертън, американски финансист, Нобелов лауреат през 1997 г.
- 1945 г. – Маргарит Николов, български режисьор
- 1948 г. – Велко Кънев, български актьор († 2011 г.)
- 1951 г. – Ивон Гулагонг, австралийска тенисистка
- 1951 г. – Мартин Мозебах, немски писател
- 1953 г. – Станимир Илчев, български политик
- 1956 г. – Майкъл Бийн, американски актьор
- 1961 г. – Владимир Каролев, български финансист († 2021 г.)
- 1962 г. – Уесли Снайпс, американски актьор
- 1963 г. – Фатбой Слим, английски музикант
- 1964 г. – Си Си Кеч, холандско-германска поп певица
- 1965 г. – Джоан Роулинг, британска писателка (Хари Потър)
- 1966 г. – Дийн Кейн, американски актьор
- 1966 г. – Иван Цонов, български състезател по борба
- 1969 г. – Антонио Конте, италиански футболист и треньор
- 1974 г. – Мариус Неделку, румънски поп певец и композитор
- 1976 г. – Пауло Уанчоп, костарикански футболист
- 1976 г. – Цветелина, българска попфолк певица
- 1979 г. – Карлос Марчена, испански футболист
- 1981 г. – М. Шадоус, американски певец
- 1982 г. – Анабел Медина Гаригес, испанска тенисистка
- 1987 г. – Британи Бърнс, австралийска актриса
- 1987 г. – Майкъл Брадли, американски футболист
- 1989 г. – Виктория Азаренка, беларуска професионална тенисистка

## Починали
- 1547 г. – Франсоа I, крал на Франция (* 1494 г.)
- 1556 г. – Свети Игнацио Лойола, испански свещеник, основател на Ордена на йезуитите (* 1491 г.)
- 1705 г. – Николас II Бернули, швейцарски математик (* 1654 г.)
- 1784 г. – Дени Дидро, френски философ и енциклопедист (* 1713 г.)
- 1849 г. – Шандор Петьофи, унгарски поет и революционер (* 1823 г.)
- 1875 г. – Андрю Джонсън, 17-и президент на САЩ (* 1808 г.)
- 1877 г. – Павел Калитин, руски офицер (* 1846 г.)
- 1886 г. – Ференц Лист, унгарски композитор (* 1811 г.)
- 1902 г. – Ангел Харизанов, български революционер (* 1870 г.)
- 1902 г. – Теофил Иванов, български революционер (* 1865 г.)
- 1907 г. – Пандо Кляшев, български революционер (* 1882 г.)
- 1914 г. – Жан Жорес, френски политик (* 1859 г.)
- 1916 г. – Петър Оджаков, български просветен деец (* 1834 г.)
- 1924 г. – Франц Йосиф фон Батенберг, германски принц (* 1861 г.)
- 1937 г. – Наум Руков, български революционер (* 1847 г.)
- 1944 г. – Антоан дьо Сент-Екзюпери, френски писател (* 1900 г.)
- 1945 г. – Едуард Скрипчър, американски психолог (* 1864 г.)
- 1953 г. – Робърт Тафт, американски политик (* 1889 г.)
- 1956 г. – Александър Райс, американски лекар (* 1875 г.)
- 1957 г. – Едуард Хичман, австрийски психоаналитик (* 1871 г.)
- 1964 г. – Джим Рийвс, американски кънтри и поп певец (* 1923 г.)
- 1973 г. – Анибале Бергонзоли, италиански офицер (* 1884 г.)
- 1974 г. – Раденко Видински, български политик (* 1899 г.)
- 1978 г. – Аспарух Лешников, български певец (* 1897 г.)
- 1993 г. – Бодуен, крал на Белгия (* 1930 г.)
- 1997 г. – Владимир Топенчаров, български журналист (* 1905 г.)
- 2001 г. – Пол Андерсън, американски писател (* 1926 г.)
- 2006 г. – Иван Златев, български физик (* 1926 г.)
- 2009 г. – сър Боби Робсън, английски футболист и треньор (* 1933 г.)
- 2009 г. – Живка Гичева, българска телевизионна водеща (* 1957 г.)
- 2011 г. – Бинка Желязкова, български режисьор (* 1923 г.)
- 2012 г. – Гор Видал, американски писател (* 1925 г.)
- 2020 г. – Алън Паркър, британски режисьор и писател (* 1944 г.)

## Празници
- Будисткия празник „Asalha Puja Day“ – Отбелязва се първото слово /с поучителен характер/ на Буда.
- Ден на африканските жени – Обявен от Общоафриканската конференция на жените в Дар ес Салам, Танзания (юли 1962)